# Fritz Neumann (Romanist)

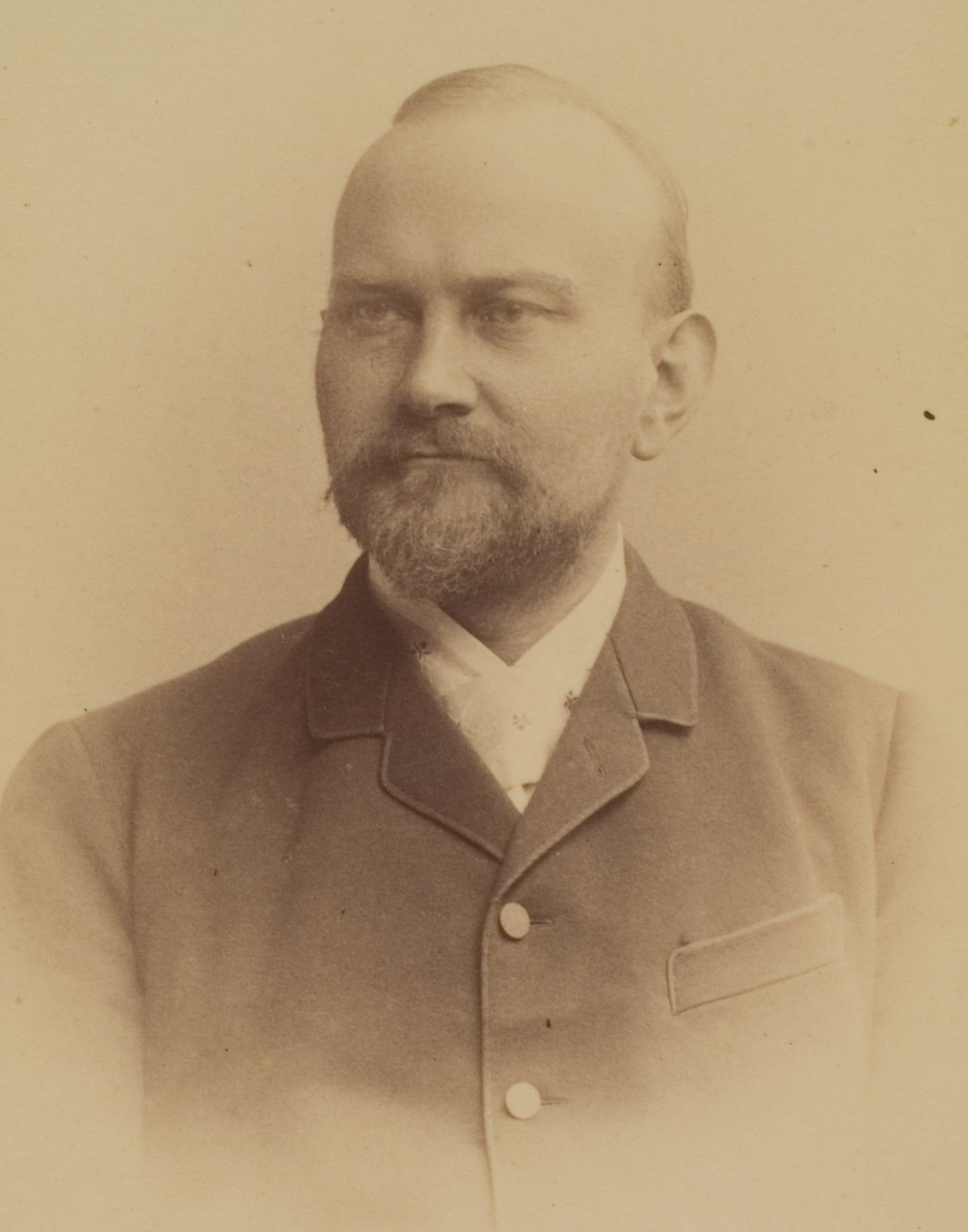
Fritz Neumann

Fritz Neumann (* 23. April 1854 in Rostock-Warnemünde; † 3. Februar 1934 in Heidelberg) war ein deutscher Romanist.

## Leben und Werk
Neumann promovierte 1876 in Heidelberg bei Karl Bartsch über Die germanischen Elemente in der provenzalischen und französischen Sprache ihren lautlichen Verhältnissen nach behandelt und habilitierte sich 1878 ebenda mit Zur Laut- und Flexionslehre des Altfranzösischen, hauptsächlich aus privaten Urkunden von Vermandois (Heilbronn 1878). Er wurde 1881 außerordentlicher Professor in Heidelberg. Von 1882 bis 1890 war er der erste Professor für romanische Philologie in Freiburg (Ordinarius ab 1883) und von 1890 bis 1924 der erste Professor für romanische Philologie in Heidelberg. Neumann war langjähriger Herausgeber vom Literaturblatt für germanische und romanische Philologie. Zu Neumanns Schülern zählten Emil Levy, Leonardo Olschki und Karl Vossler. Seit 1909 war er außerordentliches Mitglied der Heidelberger Akademie der Wissenschaften.

## Weitere Werke
- Die romanische Philologie. Ein Grundriss, Leipzig 1886 (it. La filologia romanza, Castello 1893)